# Спас (Коломийський район)

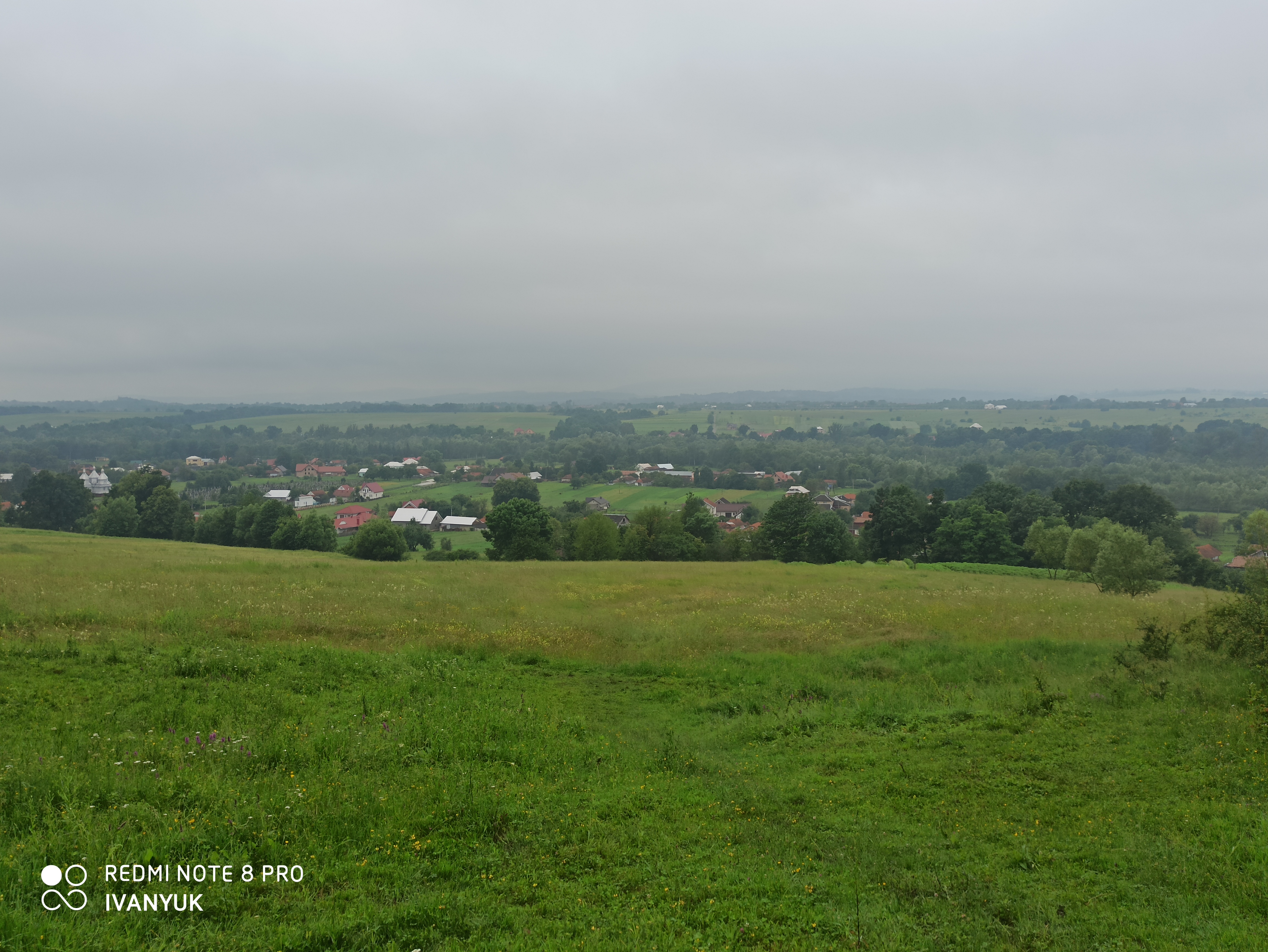
Краєвид з Монастиря

Спас (до 1996 року було поділено на два села — Гірське і Долішнє) — село в Україні, у Нижньовербізькій сільській громаді Коломийському районі Івано-Франківської області, розміщене на річці Пістиньці.

## Географія
На півночі від села у лісовому масиві бере початок річка Глибока, ліва притока Грушева.

## Про село
Спас — одне із найдавніших і найбільших сіл на Коломийщині. Лежить воно на горбах вздовж гірської річки Пістиньки. Село розміщене за 7 кілометрів на південь від Коломиї і простягнулося на 12 кілометрів по обох берегах річки. Воно є одним з найдавніших сіл на Прикарпатті і найбільшим селом на Коломийщині.
З усіх боків його оточують ліси. Чисте повітря, джерела і краєвиди приваблюють сюди людей, особливо студентів, які щороку приїжджають сюди відпочивати і пізнава́ти місцеві звичаї.
Через село пролягла дорога, яку горяни називають поперечною — найкоротшою між Кутами, Косовом, Верховиною і Коломиєю, якою вони їхали чи йшли пішки до столиці Покуття ярмаркувати.
З 1991 року ця дорога носить назву засновника «Руської трійці» — поета, фольклориста, культурного діяча — Маркіяна Шашкевича.
Назвавши головну дорогу свого села найменням «піонера національного відродження Західної України», мешканці його засвідчили цим свою пошану до нього, повагу до його творчості, сприйняття ними тих ідей, які він поширював серед галичан.
Цією дорогою з Коломиї до свого рідного Косова часто їхав Михайло Павлик — людина широко відома не лише в Галичині, а й у всьому слов'янському світі. В Іспасі він зупинявся, бо мав у ньому багато знайомих людей. 1896 року разом з Павлом Лавруком створили тут осередок радикальної партії.
В січні 1906 року з участю Кирила Трильовського в селі відбулося багатолюдне віче на якому місцеві жителі прийняли Звернення до австро-угорського уряду з вимогою загального виборчого права. В селі при дорозі, недалеко Брідка, був заїжджий двір.

## Легенди
У селян збереглась легенда, що засновниками і першими жителями Спаса були вояки одного ополчення краю, яке не підкорилося нападникам і, сховавшись в лісі, заснувало на горбах село.
Побутує в Спасі легенда про сутичку селян із татарами на громадському пасовищі Хащі, в якій вони побороли ворогів: одних заманили в трясовину і потоптали, а інших знищили в рукопашному бою.
Жителі села були козаками на Запоріжжі, не лише рядовими, а й старшинами — отаманами. А коли повернулись до свого краю, тут їх стали називати Ватаманами, а їх нащадків — Ватамановими. Так їх у селі кличуть і нині.
В історичних документах розповідається, що мешканці села в 1648 році, разом з повстанцями із навколишніх сіл палили маєтки поміщиків у Лючі, Дебеславцях. 1649 року Галька Остроська та князь Яблоновський скаржилися у суд на дії Спаських селян і просили покарати їх. А 1708 року було засуджено до страти двох опришків із Спаса Горішнього — Яцка і Максима.

## Історія
В письмових документах Іспас як село вперше згадується в 1433 році. У податковому реєстрі 1515 року документується піп (отже, уже тоді була церква) і 5 ланів (близько 125 га) оброблюваної землі та ще 3 лани тимчасово вільної.
Крем'яні знаряддя праці та інші предмети якими користувалися люди, знайдені на території села під час археологічних розкопок, свідчать про те, що поселення тут існувало за 11 — 7 тис. років до нової ери. То назву Іспас воно одержало в час, коли було прийнято на Русі.
З письмових джерел довідуємося, що село уже в період Київської русі було густонаселене і велике. Бо монастирі будувалися саме в таких селах. В XIV—XV ст. тут був монастир, який називали Іспаським.  На думку А. Генсьоровського, Спаський монастир заснував Данило Галицький біля солеварень Коломийської волості. Більше того, він висунув версію, що монастир у Спасі є літописним Полонинським монастирем. За переказами жителів села він був знищений татарами. 
Відкинувши можливість розташування Полонинського монастиря в Закарпатті, А. Генсьорський переконливо довів, що його слід шукати у Східному Прикарпатті: адже, згідно з літописом, шлях Войшелка у Полонинський монастир пролягав з Холма через Галич, а отже, із заходу на схід. Та й найдавніші писемні звістки про полонини, підкреслює дослідник, стосуються саме цього реґіону. При цьому А. Генсьорський посилається на польського історика О. Морґенбесера, який писав: „ті полонини починаються в Угорських горах, тягнуться долиною правого берега Пруту й утворюють кордон між Молдавією і Шипинською землю”. То ж слід було сподіватися, що десь тут А. Генсьорський і шукатиме місце загадкової чернечої обителі. Однак, він вирішує це питання на користь Коломийщини, стверджуючи, що Полонинський монастир, найімовірніше, знаходився поблизу Коломиї в с. Іспас, де колись існувала чернеча обитель. 
Мешканці села Іспас здавна були глибоко віруючими і відзначалися високою культурою. В селі існували різні товариства, при читальнях, яких у селі було два. Працювали різні мистецькі гуртки: хоровий, танцювальний, драматичний. А багато хто з селян після цілоденної праці в полі, на господарстві ввечері йшли пішки до Коломиї, де вчилися співати і танцювати.
З часу скасування панщини в Галичині 1848 року в селі встановлено традицію: Марічка на Вознесення Ісуса Христа біля каплички, побудованої на честь скасування панщини, відправлялася служба. Після неї всі жителі села на чолі з священиком, з церковними хоругвами, материцями, образом Матері Божої ішли в поле і священик окроплював його священною водою.
Загально відомим було, що на цілій Гуцульщині громадсько-політичну роботу проводила, головним чином, Українська Соціалістична Радикальна Партія і подекуди Українське Національне Демократичне Об'єднання. При цьому треба зазначити, що саме Радикальна партія під час польського панування займалася не тільки підготовкою та переведенням виборів українських послів до польського сейму, але звернула увагу на те, щоб обирати місцевими урядниками українців. Безумовно, що й свідомі мешканці села Спас також брали активну участь в рядах Радикальної партiї, на що вказують записки. В 1890 році М. Павлик зорганізував тут осередок Радикальної партії, який очолив П. Лаврук. В 1897-му році його було обрано послом до сейму від Радикальної партії.  
20 січня 1906 р. селі відбулося віче, на якому виступали П. Лаврук та М, Павлик. А 1913-го року тут відбулося віче в справі виборчої реформи, на якому виступав Кічура. У селі також заходом радикала М. Лаврука відбувся 6-го квітня 1913-го року концерт в пошану Івана Франка, де організатор мав головну доповідь про діяльність та значення творчости народного діяча для українського народу. На цьому святі був присутнім також Петро Білоскурський. У цьому гуцульському селі відбуто дня 23-го грудня 1913-го року ще й друге велике віче в справі виборчої реформи до сейму. На згаданому вічі порушувалися також інші важливі справи, що дотичили долі українського населения, а це: справа поділу Галичини, як також заснувания українського університету у м. Львові, про що на вічі реферував студент прав С. Гоянюк. Виступали тут також радикали Н. Петрук, Ст. Бойко, с. Юри і М. Лаврук, який говорив про економічне положення українського населення Гуцульщини. Він також у своему виступі доповідая про потребу кооперації та асекурації худоби.
```
У дописі подається таке: "Віче ухвалило резолюції з домаганем якнайскоршого полагодження справи виборчої реформи засновання українського університету, поділу краю на частину польську і українську, уділення запомоги для Спасу, котрий потерпів сего року через чотириразовий виплив річки Пістиньки, докінчення розпочатої будови громадської дороги, одної кляси школи в селі i peгуляції річки Пістиньки, щоб дати зарібки мешканцям громади і віддовження селянських грунтів при помочи держави. В кінци т. М. Л. поставив резолюцію, взиваючи правительство, оби при помочи державних фондів заложило склади кукурудзи на Підгірю і продавало ї потребуючим горожанем по зниженій ціні, щоби тим способом ратувати населене від визиску абіжевих лихварів". (Тут збережено оригінальний тогочасний правопис М. Д.).
 31-го травня 1909-го року у м. Коломиї відбулося Січове свято, на якому, між іншим, промовляв й відомий гуцульський провідник Микола Петрук із с. Спас, який на той час буз також кошовим "Cічей". Побіч культурно-освітньої, церковної та політичної праці в селі розвивалося й коoперативне життя. Ще в 1904-му році тут засновано першу в Підкарпатті кооперативу «Народна спілка». Про вищі справи подавала тодішня преса «Громадський голос».
```

У 20-х рр. ХХ ст. в селі існувала споживча кооператива «Воскресенє», яка 18 липня 1826 відбула звичайні збори. Також у 30-х рр. тут була Секція молодих Каменярів від СУПМ ім. Драгоманова.
```
До свідоміших мешканців села належали Федір і Дмитро Гоянюки (Івана Щербакового), які мали кілька кляс гімназії і добру підготову до громадської праці. Працювали в читальні ..Просвіти", підготовляли вистави, доповіді, академії національні свята й фестини. Їх сестра Марія вчилася в учит. семінарії ССВВ у Станиславові і потім працювала учителькою. Іншим громадським діячем був Михайло Лаврук (Дмитра Петришиного) який кінчав коломийську гімназію. але залишився в селі й господарив з батьками. Він був порадником селян. писав усякі прохання людям. петици, посередничив у різних суперечках і спорах. вів протиалькогольну акцію. а навіть дописував до газет. Була в селі досить велика заля для театральних вистав. У читальні були й газети як Діло, Новий час, Громадський голос, Народна справа.
[
5
]
```

Багато його мешканців було у Січових Стрільцях, Українській Галицькій Армії, що боролась з більшовиками в Україні. 
Указом Президії Верховної Ради УРСР 23 жовтня 1940 року Іспаська сільська рада передана з Печеніжинського району до Коломийського району. Радянська влада розділила село на дві частини, створивши окремі села. 7 червня 1946 року указом Президії Верховної Ради УРСР село Горішній Іспас Коломийського району перейменовано на село Гірське і Горішньо-Іспаську сільську раду — на Гірську, а село Долішній Іспас Коломийського району перейменовано на село Долішнє і Долішньо-Іспаську сільську раду — на Долішненську.
Більше 300 жителів в рядах УПА боролися за незалежну Україну. 109 з них вбиті більшовиками в рідному краї, решта — заслані в тюрми і табори ГУЛАГу, де багато їх загинуло.
В роки комуністичної окупації село зазнало великих руйнувань. Найбільше постраждав центр. Правобережна частина простягнулася на 1 км, від вулиці Пігулівської до Райської. На цій частині села більшовиками вбито 25 людей, вивезено в Сибір 11 родин, зруйновано 27 будинків (4 з них спалено), багато людей зазнало жорстоких переслідувань з боку більшовицької влади. За даними облуправління МГБ у 1949 р. у Коломийському районі підпілля ОУН найактивнішим було в селах Спас-Горішній і Спас-Долішній.
У 1989 році організувався осередок Народного Руху, що проводив збори селян. Іспаські рухівці були учасниками живого ланцюга, що простягнувся від Івано-Франківська до Києва. В селі поставлено священиком пам'ятник Маркіяну Шашкевичу, побудовано п'ять капличок, поновлено давню капличку.

## Церква

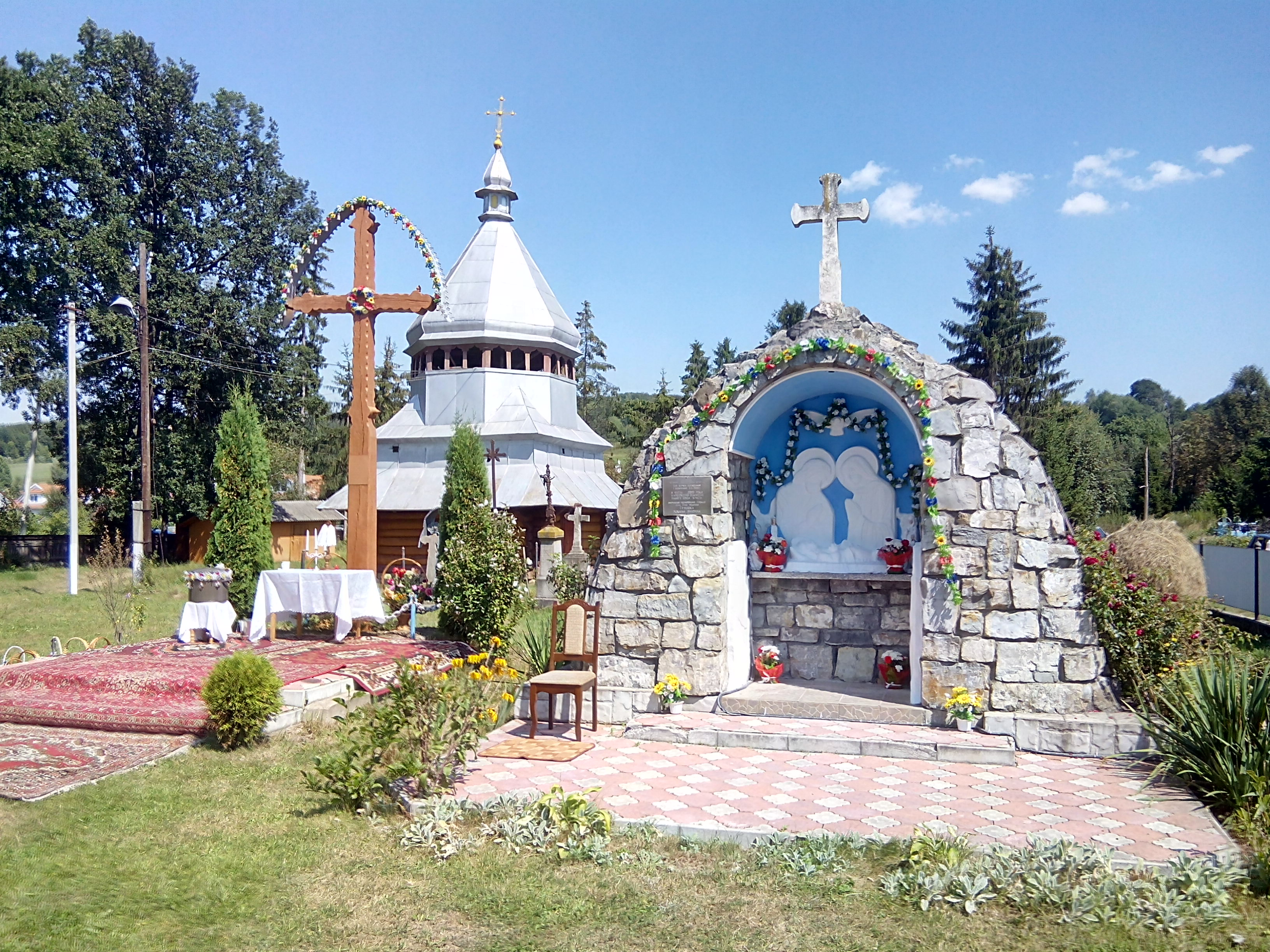
Подвір'я і дзвінниця церкви Преображення у селі Спас

В часи між 1589—1616 роками споруджено Спаську (Преображенську) церкву. За композиційними ознаками, вона належить до хрещатих у плані, утворених перетином прямокутників. Міркувати про первісний стан споруди не важко, бо за свою історію не зазнала істотних змін. За свідченням Юліана Целевича, пережила вона декілька реставрацій — 1648, 1767, 1845 рр. Під час перебудови дещо змінився її зовнішній вид: видовжено бокові рамена, зменшено купол, а в інтер'єрі — перенесено вівтар у північне крило. Поруч Спаської церкви в 1587 році збудовано дзвіницю. Двоярусна споруда, нижня частина якої виконана в зруб, а верхня — каркасна.
В церкві села весь час службу відправляли священики за греко-католицьким обрядом.
Після того, як в 1621—1626 роках село Іспас було повністю спалено турками і татарами, а згоріли і всі монастирські будівлі, в тому числі й церква. Відбудувати монастир і побудувати нову Церкву населення уже не могло. Тому люди побудували Капличку, в якій правилась служба. Капличку побудували уже на місці зруйнованого монастиря, який був на горбі. Наприкінці XVIII століття мешканців села збільшилось і Капличка не могла задовольнити їх духовних потреб. Тоді громада Іспаса забажала перебудувати капличку на церкву. Церковне братство, яке очолював тоді Гаврилюк Григорій — в селі звали його Григор, організував людей до цієї справи.
Церковні брати їздили селом і збирали в людей зерно, гроші, які вони давали на будову. Зібране зерно везли в села Шешори, Брустури і міняли на деревину. Наймали трачів, які розпилювали вздовж смереку на дві частини. В Іспас везли уже готові для будови планиці. Дуби, матеріали який використовувався в будівництві Церкви давали безкоштовно жителі села. Дати матеріал на будову Церкви вважалося великою честю для людини. Було найнято майстрів-будівельників із гірських сіл — найкращих спеціалістів із будівництва Церков. За гроші, зібрані в селян, купували інші будівельні матеріали. Іконостас до церкви замовили в італійських художників-іконописців. Замовлення було виконано вчасно. Церкву покрили ґонтами. Будівництво завершили 1811 року.
З того часу ікони в церкві поновлювали кілька разів, а перекривали Церкву тричі: двічі ґонтами, а один раз, останній, цинковою бляхою.
Нинішня церква Преображення Господнього 1811 за своїм розміщенням (вона знаходиться на околиці села) і технічним станом не задовольняє потреб селян.

## Освіта, культура
В селі діють дві школи — Ліцей та Гімназія, у яких навчається 500 учнів, два будинки культури, де проводиться патріотична культурно-освітня робота.

## Сучасність
Зараз в Спасі проживає 3000 тисячі людей, працює гімназія і ліцей, два Народних доми, сільська рада, амбулаторія,аптека, 10 магазинів і Stovpiuk Family Brand. Також діє стара церква і будується нова. Тут є музей-криївка воїнам УПА. В селі побутує Вертеп якому є понад 30 років.
В селі є художня самодіяльність, яка виступає по районі. Також з ініціативи нашого односельчанина Михайла Стовп’юка створено фестиваль автентичної карпатської кухні «Смачний Спас». Фестиваль проводиться за підтримки Коломийської районної державної адміністрації, районної ради, з ініціативи асоціації «Чиста Флора».
Мета фестивалю – збереження і розвиток автентичної культури харчування, популяризація і стимулювання розвитку екотуризму, відродження місцевих традицій культури приготування та вживання їжі, вирощення сільськогосподарської продукції та її переробки, популяризація здорового способу життя, налагодження творчих і ділових контактів, привернення уваги громадськості та зарубіжжя до нашого регіону задля його всебічного розвитку.
Родзинка фестивалю – популяризація обрядового хліба та страв через пісню, музику, танець, відтворення обряду; показ процесу приготування та дегустація страв.
В минулих фестивалях приготування страв презентували села, селища Коломийщини, райони Івано-Франківщини, а також Угорщина, Польща, Румунія.
В рамках фестивалю діє виставка-продаж меду та продуктів бджільництва з цілої України. у 2010 та 2011р. фестиваль відбувся в с. Спасі, в 2012 – у Микуличині, 2013 – в Тлумачі. В 2016 він знову проходив у Спасі.

## Відомі вихідці і жителі села
- Бежук Іван Дмитрович «Ярема» (2.08.1922, с. Спас — 10.05.1948, с. Верхній Вербіж Коломийського р-ну Івано-Франківської обл.) — командир рою сотні УПА «Березівська» куреня «Карпатський» ТВ 21 «Гуцульщина» (1944—1946), субреферент пропаганди Коломийського надрайонного проводу ОУН (1948). Загинув у сутичці чекістсько-військовою групою. Відзначений Бронзовим хрестом бойової заслуги (1.02.1945)[9].
- Бойків Олександр Миколайович — хорунжий УГА, визначний діяч УВО і ОУН, особистий секретар лідера ОУН Євгена Конвальця.
- Гаврилюк Ілько Дмитрович — сотник УГА, український письменник, педагог.
- Любомир Луканюк — найкращий спортивний журналіст України 2012 року за версією Національного олімпійського комітету.[10].
- Дмитро Махов — наймолодший орденоносець України, 18-річний кулеметник 24-ї механізованої бригади, орден «за мужність» третього ступеня[11]
- Селезінка Василь Михайлович (1933—2017) — Заслужений діяч мистецтв України.